# 聖城旅 (敘利亞)
聖城旅（阿拉伯语：‎）是叙利亚内战一個親政府民兵團體，主要在阿勒頗一帶活動，由敘利亞的巴勒斯坦人組成，於2013年成立。自成立以後至2015年初的期間，該團體已有200人陣亡。

## 軍事行動
2016年3月間，聖城旅參與敘政府軍在阿勒頗省東南部對伊斯兰国的進攻。同年稍後聖城旅參與敘政府軍對阿勒頗市反政府武裝的進攻。